# 联轴器

正在轉動的联轴器

聯軸器是一種机械零件，可以連接二個不同機器的軸，在傳動過程中一起旋轉。一般來說在聯軸器運作過程中，二個軸不會脫開，不過有些有扭力限制功能的聯軸器，在扭力過大時會使二軸有速度差，甚至脫開的功能。在加工车间和工厂内，也被广泛称为“靠背轮”。
聯軸器的主要用途是結合二個旋轉件，在一定程度的軸向、角度偏差或端面位移時仍能正常的運作。若妥善的選擇、安裝及維護聯軸器，可以減少大量的維修費用及停機時間。

## 使用目的
在機器中安裝聯軸器有許多不同的目的，最常見的目的如下：
- 功率或轉矩的傳輸。
- 連結二個個別製造的旋轉機器的軸（如馬達和其他機械），在需要更換或維修時可以脫開。
- 增加機械的可挠性，允許軸有小幅度的偏差。
- 減少傳動時在軸上傳遞的衝擊性負載。
- 保護傳動軸，避免過轉矩。
- 調整或改善旋轉元件的振動特性。

## 聯軸器的種類

### 剛性聯軸器
剛性聯軸器的好處是可以精確的傳遞扭矩，不過對於二個軸的同心度要求非常高，也就是說要求二個轉軸要在同一直線上，若同心度偏差過大，不但影響聯軸器的性能，甚至可能影響其壽命。剛性聯軸器可分為以下幾類：
- 套筒聯軸器（英语：sleeve coupling）：聯軸器以軸套的方式連接二個軸，其結構簡單，尺寸小，價格也低，但裝配和折卸時相當費時不便[2]。

- 夾殼聯軸器（clamp coupling），或稱開口套筒聯軸器（split-muff coupling）或壓緊聯軸器（compression coupling）：聯軸器是一個可打開、附有螺栓的夾殼，可以安裝後鎖緊螺栓使二軸連接，其優點是可以在不移動二軸的情形下，裝配或折卸聯軸器，不過二軸同心度較低，聯軸器結構較複雜，平衡精度不佳。

- 法蘭聯軸器（英语：Flange coupling）：連軸器分為二部份，均帶有法蘭，組裝時先將二部份的連軸器分別用鍵和軸固定，再用螺栓組合二部份的聯軸器，其結構簡單，可傳遞較大轉矩，不過對兩軸同心度的要求也很高[3]。

### 撓性聯軸器
撓性聯軸器允許在有軸向、徑向或角度偏差時傳遞力矩，舉例如下：
- 波纹管联轴器（Bellows coupling）：由波紋管及軸套組成，結構簡單，不但背隙較小，且能吸收更大的同心度以及角度偏差，同時能提供更好的剛性(高扭轉剛性)供機構使用[4]。

- 爪形聯軸器（英语：jaw coupling）：在聯軸器兩軸之間加入十字形的彈性體，增加撓性並減少振動。

- 彈性體聯軸器：由二個爪型軸套和一組花瓣型彈性體組成，吸震能力強；其彈性體有不同蕭氏硬度配方可供不同需求機構使用搭配[5]。

- 彈性套柱銷聯軸器（Bushed pin type coupling）：由二個軸套組成，一個軸套附有柱銷及彈性材質的套管，另一個則有對應的銷孔，利用有彈性套的銷來傳遞力矩，在軸向有撓性，有良好的動態特性[6]，不過可能會有各柱銷受力不一的問題[7]。

- 萬向接頭：是連接兩根剛桿的接頭，接頭由一對相對方位為 90° 的普通鉸鏈組成，兩剛桿在任何角度下均可運作，不過當傳動軸等速旋轉時，從動軸會有運動的變化。

- 十字滑塊聯軸器：專門用在傳動軸及從動軸平行不共線的場合，由三個圓盤組成，中間的滑塊圓盤兩側均有榫，兩者夾角90度，而接到主動軸及傳動軸的圓盤則有對應的榫槽，在旋轉時，滑塊圓盤會有徑向的運動。

#### 十字滑塊聯軸器

十字滑塊聯軸器的動畫

十字滑塊聯軸器是一種聯軸器，可以連接二個平行的軸。十字滑塊聯軸器是1821年愛爾蘭的工程師约翰·奥尔德姆為了解決径向直叶风扇轮的設計問題而發明的。十字滑塊聯軸器由三個圓盤組成，一個接輸入軸，一個接輸出軸，中間的圓盤則利用舌榫接合的方式和兩個圓盤相連接。連接輸入端的舌榫和連接輸出端的舌榫互相垂直，中間的圓盤會繞著其圓心旋轉，速度和輸入軸及輸出軸相同。中間圓盤圓心的軌跡為圓形，以輸入軸和輸出軸之間的中間為圓心。一般而言十字滑塊聯軸器會配合彈簧以減少機構中的背隙。十字滑塊聯軸器也可以用二個萬向接頭代替，但十字滑塊聯軸器的體積比兩個萬向接頭要小。

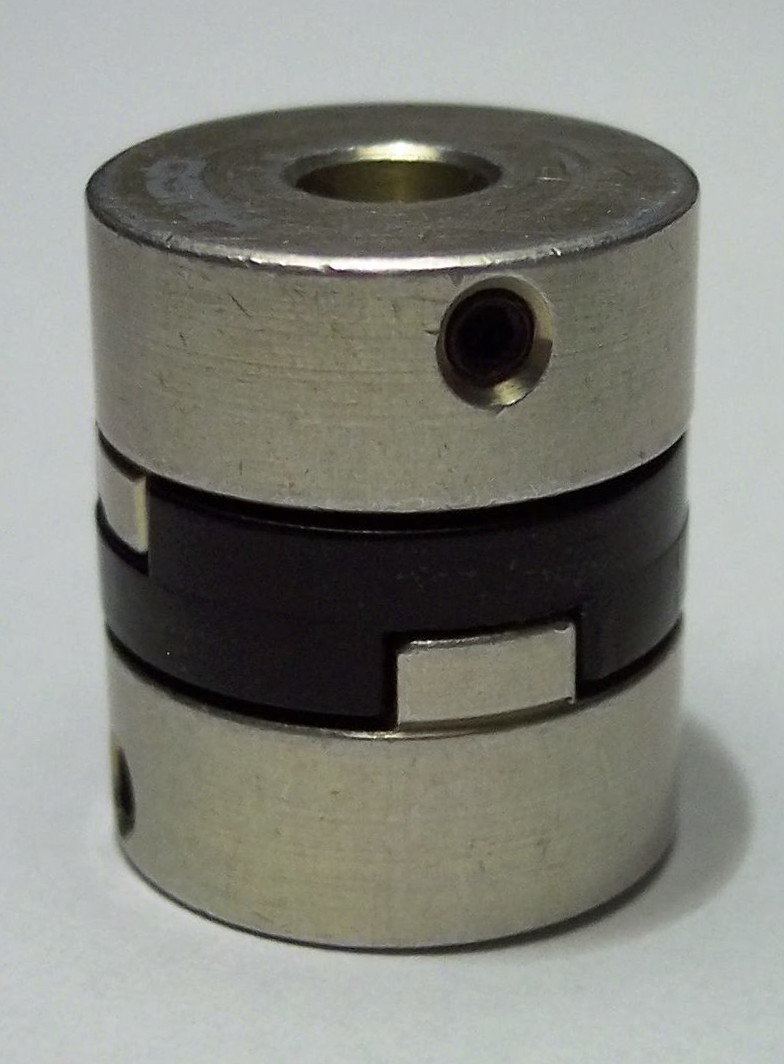
組合好的十字滑塊聯軸器
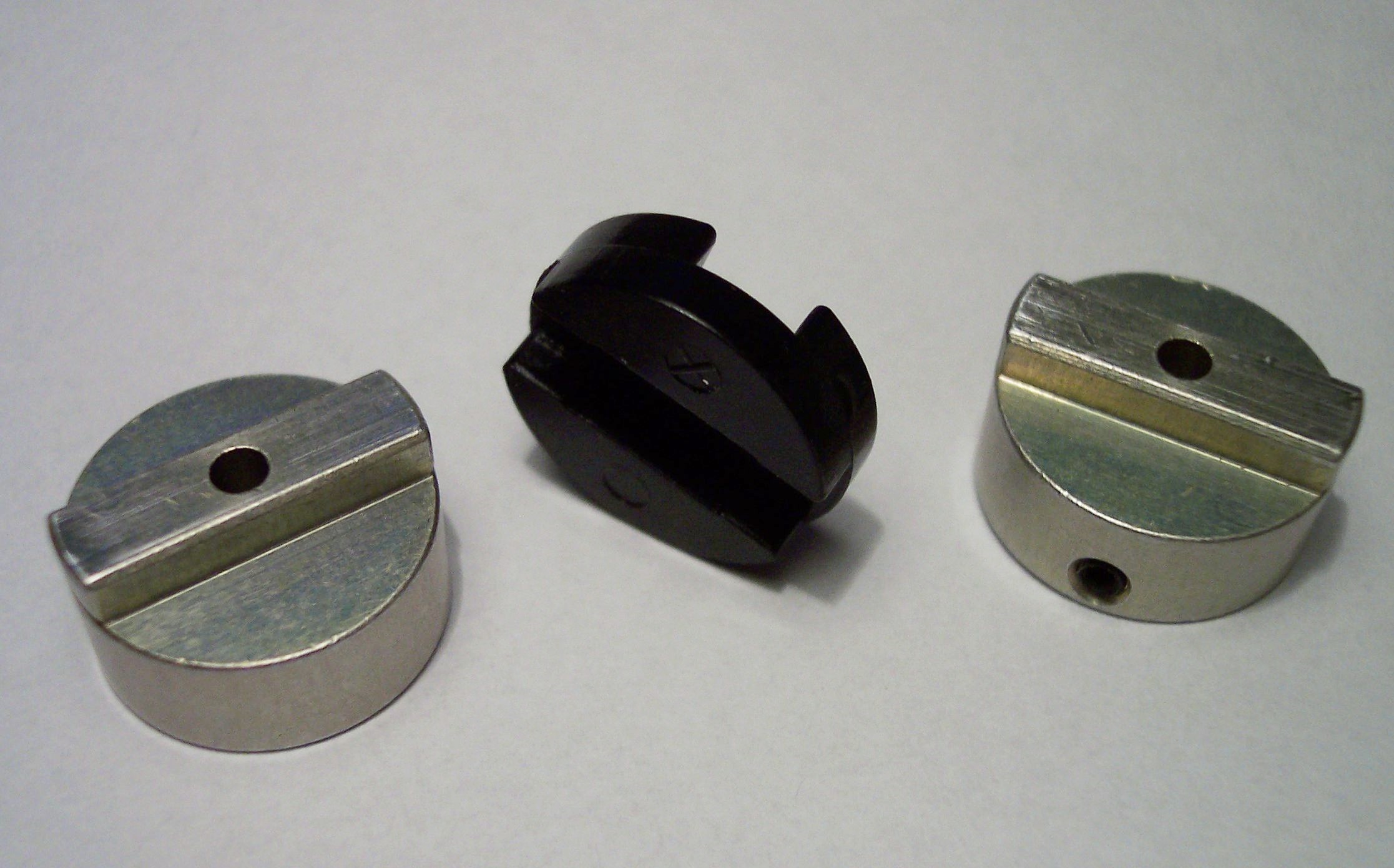
分解的十字滑塊聯軸器

- 湯普森聯軸器（英语：Oldham coupling）：一種改良型的雙萬向接頭，可以在等速情形下傳遞轉矩。

- 圓盤式聯軸器（英语：Disc coupling）：在聯軸器兩軸之間加入一片不鏽鋼的碟型彈簧（或是有二個碟型彈簧，中間夾一個刚性中间块），常用在伺服系統，不過因為相當精密，安裝或使用不當很容易造成損害。

- 膜片联轴器（Diaphragm coupling）:也稱為膜盤联轴器，使用膜片作為聯軸器中的彈性材質，利用特定形状的的（金属）膜盘的变形来吸收机组的不对中。金屬膜片可以加大旋轉剛度，塑膠或橡膠的膜片則可吸收振動[8]。它具有强度高，重量轻，功率密度大、补偿不对中能力强、对机组的附加作用力小等优点，特别适合于对联轴器重量和悬挂弯矩比较敏感的高速大功率透平压缩机组。[9]。

- 齒輪聯軸器：用齒輪作為動力傳動的方式，其允許低背隙和高剛性的扭矩傳遞；同時可補償橫向、軸向和角度偏差[10]，不過有背隙及需要保養為其最大的問題。

- 直线齿形鼠牙盘离合器（英语：Hirth coupling）

### 扭力限制聯軸器
扭力限制聯軸器可以保護系統，避免出現過大的扭力。
以下為機械式（滾珠板簧結構）扭力限制聯軸器的特性說明：
市面上的機械滾珠式扭力限制聯軸器 主要有兩種復歸型式:「自動復歸」與「手動復歸」。常見應用於機械設備，如橡塑膠押出機、破碎機及高精密級 CNC 加工中心機等。
• 透過「滾珠」定位在定位溝裡走滾動。
• 利用「板簧、蝶型彈片」，而非彈簧 - 增加其使用及維持力量之壽命。
注意: 扭力限制器皆須配合安裝近接開關做檢知。

## 聯軸器的選用及安裝
一般而言，好的聯軸器需符合以下的條件：
- 容易安裝，在需要維修及更換時也容易脫開。
- 傳遞效率高，損失少。
- 允許兩軸之間有一定程度的誤差。
- 在運轉時可以減少兩軸間的對位誤差，提高傳動功率及機器運轉時間（包含聯軸器、軸承及油封的壽命）。

在安裝連軸器時，一般會建議配合製造商的目標中心點偏移值，使機器維持在一個非零的偏移值，其目的是使得當實際運轉時，因著溫度的變化使著偏移值維持在一個理想的範圍內。

## 軸心偏移量測
軸心偏移可以利用针盘量规（dial gauge）或测隙规（feeler gage）來量測。不過在量測時要考慮支架的凹陷及視差的影響。
軸心偏移的校正可以使用雷射軸心校正，精準度很高。

## 聯軸器的保養及損壞原因
聯軸器的保養一般比較簡單，檢查項目如下：
- 目測檢查，確認是否有磨損或疲勞的徵兆，然後清潔聯軸器。
- 若是聯軸器需要潤滑，檢查及更換潤滑油，大部份的聯軸器一年只需要更換一次潤滑油，不過若使用在惡劣環境或是特殊的工作條件，潤滑油可能要數個月就更換一次。
- 記錄針對每個聯軸器作的保養工作，及保養日期[12]。

不過即使聯軸器有定期保養，還是有可能損壞，以下即為在定期保養下，聯軸器損壞的原因：
- 聯軸器安裝不正確
- 聯軸器遭受蓄意破壞
- 聯軸器選用不當
- 使用條件超過原設計規格（如轉速過高、力矩過大等）[12]

若要提昇聯軸器的壽命，就需要在更換下一個聯軸器之前，先了解其造成其損壞的原因，以下是一些聯軸器異常時，可能會出現的情形：
- 異常噪音，包括有尖銳異音或是震顫音
- 劇烈振動或擺動
- 潤滑油漏出或是變髒，可能代表油封己損壞[12]

## 聯軸器的轉動平衡校正
聯軸器一般在出廠前就會作轉動平衡校正，不過偶爾會在使用中會出現大幅的平衡偏差。聯軸器的轉動平衡校正非常困難及昂貴，一般只有在運轉公差要求很高時，才有必要進行平衡校正。系統可允許的聯軸器不平衡程度和聯接的機器特性有關，可以用詳細的分析或是經驗得知。